# Breiðamerkurjökull
De Breiðamerkurjökull is een grote gletsjertong van de Vatnajökull in het zuidoosten van IJsland. Aan het einde van de negentiende eeuw reikte de gletsjertong tot aan de zee, tegenwoordig ligt het door afsmelting al ruim 3 kilometer van de kust af. In de plaats van het teruggetrokken ijs liggen nu meren aan de rand van de gletsjer, waaronder Breiðárlón en het bekende Jökulsárlón.